# MBN 뉴스투나잇
《MBN 뉴스투나잇》은 대한민국 매일경제TV MBN에서 평일 밤 10시에 방송되는 매일경제TV MBN의 심야 뉴스 프로그램이다. 2003년 8월 25일부터 2010년 2월 26일까지 프로그램 MBN 스포츠뉴스 후속으로 편성되었다.